# Trichotoma
Trichotoma es un género de arácnido  del orden Solifugae de la familia Gylippidae.

## Especies
Las especies de este género son:
- Trichotoma brunnea Lawrence, 1968
- Trichotoma fusca (Roewer, 1941)
- Trichotoma michaelseni (Kraepelin 1914)